# Kalînivka, Veselînove
Kalînivka (în ucraineană Калинівка) este un sat în comuna Lubeanka din raionul Veselînove, regiunea Mîkolaiiv, Ucraina.

## Demografie
Componența lingvistică a localității Kalînivka
     Ucraineană (95,83%)
     Rusă (4,17%)
Conform recensământului din 2001, majoritatea populației localității Kalînivka era vorbitoare de ucraineană (95,83%), existând în minoritate și vorbitori de rusă (4,17%).